# John Nilsson (författare)
John August Nilsson, född 26 december 1898 i Malmö, död 21 januari 1974 i Stockholm, var en svensk präst och författare.
John Nilsson var son till predikanten Nils August Nilsson. Efter studentexamen i Göteborg 1918 avlade han teologisk-filosofisk examen vid Lunds universitet 1925 samt prästvigdes samma år för Skara stift. Mellan åren 1925 och 1928 var Nilsson kyrkoadjunkt i Varnhems församling i Skara pastorat. Efter missiv i hemstiftet var Nilsson sekreterare hos Svenska kyrkans diakonistyrelse 1928–1944 och redaktör för tidskriften Vår kyrka 1933–1941. Han var pastor vid Sophiahemmet 1935–1945 och var komminister i Engelbrekts församling i Stockholm 1945–1955 och därefter kyrkoherde i samma församling 1955–1965. 1942–1943 var Nilsson militärpastor vid Svea artilleriregemente. 1924–1926 var han ordförande i Sveriges kristliga gymnasiströrelse. Nilsson gjorde sig särskilt som redaktör för Vår kyrka känd som en orädd debattör. Han utgav predikosamlingar som Lagen och löftet (1936) samt skrev historiker över bland annat Diakonistyrelsen (1935) och Sophiahemmet (1939). Han framträdde även med en skiftande skönlitterär produktion, främst novellsamlingarna Präster och andra (1933), Fädernas kyrka (1933) och Landskyrka (1942), diktsamlingarna Gud som haver barnen kär (1938) och Fränt och fromt (1944) samt romanen Herrens väder (1941). John Nilsson är begravd på Skogskyrkogården i Stockholm.